# Лайбниц
Лайбниц (нем. Leibnitz; словен. Lipnica) — город в Австрии, в федеральной земле Штирия.
Является центром округа Лайбниц. Население составляет 12176 человек (на 31 декабря 2016 года). Занимает площадь 23,53 км². Официальный код — 6 10 53.

## История
Город первоначально назывался Липницей (Lipnizza), а его коренное население было славянским. В летописях его история начинается с X века. К XV веку он приобрел современное германоязычное звучание. Вплоть до начала XX века население города едва достигало нескольких тысяч жителей.

## Политическая ситуация
Бургомистр коммуны — Хельмут Лайтенбергер (СДПА) по результатам выборов 2005 года.
Совет представителей коммуны (нем. Gemeinderat) состоит из 31 мест.
- СДПА занимает 16 мест.
- АНП занимает 8 мест.
- АПС занимает 4 место.
- Зелёные занимают 2 место.
- Партия Parteiloser занимает 1 место.

## Известные люди
- Гепперт, Менрад фон (1770—1855) — австрийский военный деятель, генерал.
- Томас Мустер (род. 1967) — австрийский теннисист, бывшая первая ракетка мира, победитель Ролан Гаррос-1995

## Города-побратимы
- Педра Бадехо, Кабо-Верде